# Józef Antoniak
Józef Antoniak (ur. 1 marca 1948 w Przysusze) – polski piłkarz i trener.

## Życiorys
Absolwent Akademii Wychowania Fizycznego we Wrocławiu. Szkoleniowiec I klasy z licencją PRO.
Grał na pozycji pomocnika w Oskarze Przysucha i I KS Ślęza Wrocław, ale względu na kontuzję musiał przerwać karierę zawodniczą.
Pracę trenerską rozpoczął w Radomiaku w 1974 roku jako trener drużyny juniorów. W 1978 roku został trenerem drużyny rezerw, a następnie pełnił funkcję koordynatora do spraw młodzieży. Równolegle prowadził zespół juniorów. W kwietniu 1982 roku powołany został na trenera pierwszego zespołu, z którym w 1984 roku awansował do I ligi. Później prowadził m.in. zespoły Broni Radom, Górnika Łęczna, KSZO Ostrowiec Świętokrzyski czy Jagiellonii Białystok.